# Sant Bartomeu de Fraguerau
Sant Bartomeu de Fraguerau és una ermita romànica al municipi d'Ulldemolins (el Priorat), i protegida com a bé cultural d'interès local.

## Arquitectura
És una petita construcció d'una sola nau, amb absis semicircular. Està coberta amb volta de canó de perfil apuntat que arrenca d'una imposta que recorre tot el perímetre interior. L'absis, precedit per un arc presbiteral, està cobert per volta de quart d'esfera.
La porta s'obre a la façana nord i s'hi va afegir, en una restauració, un petit campanar d'espadanya en el costat oest. Al centre de l'absis s'obre una finestra d'una sola esqueixada, i en els murs sud i oest hi ha una de doble esqueixada.
L'aparell és uniforme, format per carreus ben tallats i polits, disposats en filades irregulars. Les façanes són totalment llises i mancades d'ornamentació.

## Història
Aquesta ermita va ser fundada per Fra Guerau Miquel, que el 28 de juliol de 1192 va obtenir la possessió d'aquesta zona, on habitava des dels volts del 1160. L'ermità va fundar dues capelles, una dedicada a santa Maria i una altra, a sant Bartomeu; però tan sols perdura la segona. El 1210, Fra Guerau cedí aquest territori a Pere Balb i la seva esposa Guillema, que fundaren una comunitat femenina a Santa Maria que, l'any 1215, s'establí en Bonrepòs. L'ermita de Sant Bartomeu va pertànyer primerament al monestir de Santa Maria de Bonrepòs, confirmat per Jaume II el 1292, i més endavant va passar al domini de la Cartoixa d'Escaladei.
El segle xviii fou enguixada interiorment fins que caigué en abandonament. Tenia annexa la casa de l'ermità. Cap a 1970 se n'acondicià el conjunt, eliminant la casa de l'ermità i restaurant l'ermita, obres dutes a terme per la parròquia d'Ulldemolins.